# Semen (Windusari)
Semen is een bestuurslaag in het regentschap Magelang van de provincie Midden-Java, Indonesië. Semen telt 1227 inwoners (volkstelling 2010).